# Trophée des Gastlosen

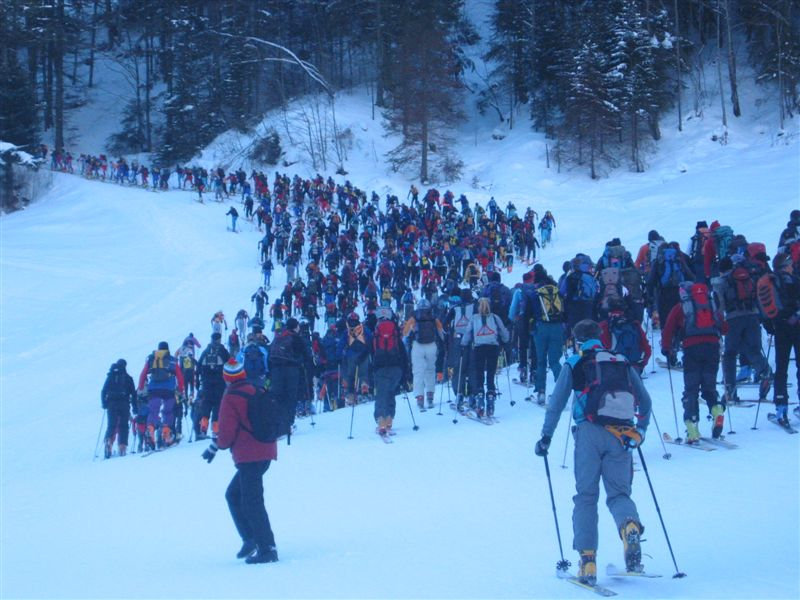
Start der Skiläufer für die Tour 2006

Die Trophée des Gastlosen (franz. für Trophäe der Gastlosen) ist der Name eines Volks- und Wettkampfrennens aus dem Skibergsteigen in der Schweizer Region Jaun, das seit 1993 jährlich in der Gastlosen-Kette ausgetragen wird.
Die Geschichte des Sportereignisses geht zurück auf die 1987 geborene Idee Erhard Loretans der Austragung der Patrouille des Poyets. Seit 1995 zählt das Ereignis für die Wettkampfskibergsteiger zum Schweizer Cup im Skibergsteigen (Cup Coupe Suisse de Ski Alpinisme), war bereits Bestandteil des Weltcups im Skibergsteigen und 2002 Teilwettbewerb im Rahmen der Trophée des Alpes.

## Strecken
Angeboten werden eine lange (Kurs A) und eine kurze Strecke (Kurs B). Die lange Strecke beginnt und endet in Jaun und umfasst eine Gesamtaufstiegshöhe von 2190 m und eine Gesamtabfahrtshöhe von 2230 m. Der Ablaufpunkt für die Teilnehmer der kurzen Strecke liegt in Abländschen. Beide Strecken führen über den Gipfel der Wandflue (2133 m).
| Ort              | Höhe   | Kurs A                         | Kurs B                         |
| ---------------- | ------ | ------------------------------ | ------------------------------ |
| Jaun             | 980 m  | Start                          | -                              |
| Gratflue         | 1920 m | Kontrollpunkt                  | -                              |
| Abländschen      | 1205 m | Kontroll- und Versorgungspunkt | Start                          |
| Wandflue         | 2130 m | Kontrollpunkt                  | Kontrollpunkt                  |
| Petit-Mont       | 1400 m | Kontroll- und Versorgungspunkt | Kontroll- und Versorgungspunkt |
| Chalet du Soldat | 1752 m | Kontrollpunkt                  | Kontrollpunkt                  |
| Jaun             | 980 m  | Ziel                           | Ziel                           |